# Megastal

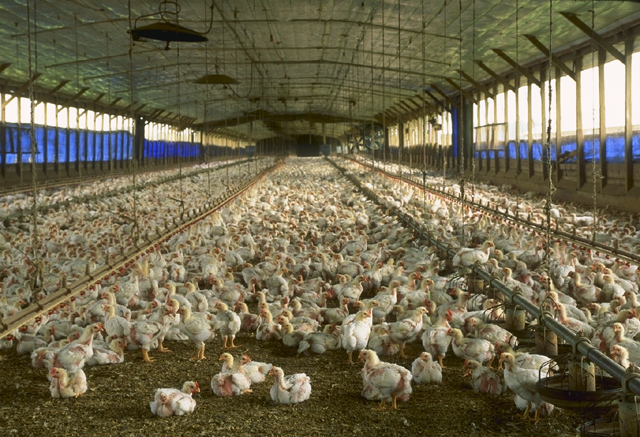
Megastal voor kippen

Een megastal is een stal die aanzienlijk groter is dan een gangbare stal. Hieronder wordt doorgaans verstaan een groot aantal dieren op één locatie, waarbij het kan gaan om een verzameling van kleinere stallen of meerdere verdiepingen. Een megastal hoeft niet noodzakelijk van één eigenaar te zijn.

## Nederland

### Terminologie
De term 'megastal' is niet vastomlijnd. In een onderzoek naar de mening van Nederlandse burgerpanels over megastallen werd een megastal voorgesteld als een stal met een oppervlakte van ruim anderhalve hectare, of als een stal met een groot aantal dieren, bijvoorbeeld een stal met meer dan 250 melkkoeien, 120.000 leghennen, 7.500 vleesvarkens, 1.200 fokzeugen of 2.760 geiten. Volgens een onderzoek van de Landbouwuniversiteit Wageningen in opdracht van het Ministerie van Volkshuisvesting, Ruimtelijke Ordening en Milieubeheer uit 2007 is de keus, bij welke bedrijfsomvang van een megastal wordt gesproken, arbitrair. Onderzoeksinstituut 'Alterra' van Landbouwuniversiteit Wageningen hanteert voor Nederland grenzen die overeenkomen met een omvang van 300 Nederlandse grootte-eenheden (nge). Een minimumomvang van 300 nge komt erop neer dat het gehouden aantal dieren theoretisch per saldo minstens 420.000 euro oplevert. Omdat een koe veel meer oplevert dan een kip, komt dit in aantallen dieren neer op ondergrenzen die per type bedrijf verschillen.
De Raad voor het Landelijk Gebied heeft in 2004 voor Nederland een megabedrijf gedefinieerd als een bedrijf meer dan 500 Nederlandse grootte-eenheden (nge). Dat was toen ongeveer vijf keer zo groot als het gemiddelde land- en tuinbouwbedrijf. Op verzoek van de Tweede Kamer hebben het Milieu- en Natuurplanbureau, de Raad voor de Dierenaangelegenheden, de Raad voor het Landelijk Gebied en het Rijksinstituut voor Volksgezondheid en Milieu in 2008 rapporten opgesteld over de ontwikkeling naar megastallen, waarbij de grens van 500 NGE op één locatie is aangehouden.

### Aantallen
In 2007 berekende Alterra op basis van gegevens van Gezondheidsdienst voor Dieren dat het aantal megastallen gegroeid was van 104 in 2000 naar 184 megastallen in 2005. De cijfers omvatten enkel de bedrijven met koeien en varkens; de Gezondheidsdienst voor Dieren registreert namelijk geen pluimveebedrijven. Dit leverde de volgende tabel op.
| bedrijfstype  | ondergrens aantal dieren | aantal megabedrijven in 2005 | aantal megastallen in 2005 | aantal megastallen in 2017 |
| ------------- | ------------------------ | ---------------------------- | -------------------------- | -------------------------- |
| melkkoeien    | 250                      | 74                           | 107                        | 439                        |
| vleeskalveren | 2500                     | 9                            | 4                          | 11                         |
| fokvarkens    | 1.200                    | 91                           | 61                         | 145                        |
| vleesvarkens  | 7.500                    | 22                           | 12                         | 46                         |
| leghennen     | 120.000                  | 36                           |                            | 79                         |
| vleeskuikens  | 220.000                  | 14                           |                            | 18                         |
| melkgeiten    |                          |                              |                            | 63                         |

In 2012 stelde de minister van Landbouw voor aan de Tweede Kamer om een bovengrens in te stellen voor het aantal dieren dat per locatie gehouden mag worden.
Uit vervolgonderzoek van Alterra in opdracht van Milieudefensie bleek dat het aantal megastallen is toegenomen van 301 megastallen in 2005 tot 803 in 2013. De toename was vooral te zien in de melkveehouderij. Een rapport van Wageningen Environmental Research in opdracht van Wakker Dier geeft de volgende aantallen megastallen: 456 in 2010, 618 in 2013 en 801 in 2017.

## België
Hoewel een formele definitie ontbreekt, zou de Vlaamse overheid de norm van “klasse 1-bedrijven” hanteren voor stallen vanaf 40.000 kippen of vanaf 2.000 mestvarkens.
Uit onderzoek van dagblad De Standaard uit 2020 bleek dat het aantal megastallen in Vlaanderen na 2010 sterk is gegroeid. Dit zou zelfstandige boeren economisch wurgen en een negatieve impact op milieu en landschap hebben.
De Vlaamse overheid verdedigde in hetzelfde jaar de megastallen, onder meer via het Vlaams infocentrum land- en tuinbouw. Politici van de CD&V begrepen niet dat de schaalvergroting voor milieugroepen problematisch zou zijn in de landbouw, maar niet in andere economische sectoren. Ze pleitten ervoor  landbouwers te benaderen als ondernemers. Ze komen daarmee in conflict met de milieubeweging in Vlaanderen en Europa. Andere politici stelden wel vragen bij de milieueffecten van grootschalige landbouwbedrijven. In de marge werd ook gewezen op het fenomeen dat Nederlandse veehouders naar België verhuizen vanwege de laksere milieuregels.